# Magnolia lasia
Magnolia lasia este o specie de plante din genul Magnolia, familia Magnoliaceae, descrisă de Hans Peter Nooteboom. Conform Catalogue of Life specia Magnolia lasia nu are subspecii cunoscute.